# Боженцинко
Боженцинко (пол. Borzęcinko, нім. Neu Bornzin) — село в Польщі, у гміні Дембниця-Кашубська Слупського повіту Поморського воєводства.
У 1975-1998 роках село належало до Слупського воєводства.